# مقاومة بيولوجية
المقاومة البيولوجية تعني محاولة القضاء على كائن حي معين بواسطة كائن حي آخر يفترس الكائن الأول دون أن يضر بالكائنات الأخرى، وأبرز مثال على ذلك استخدام الإنسان للقطط لافتراس الفئران، وذلك للحفاظ على التوازن البيئي.